# Високопрачівська Дача (пам'ятка природи)
Високопра́чівська Да́ча — ботанічна пам'ятка природи місцевого значення в Україні. Розташована в межах Борзнянського району Чернігівської області, при західній околиці села Купченків. 
Площа 5 га. Статус присвоєно згідно з рішенням Чернігвського облвиконкому від 04.12.1978 року № 529; від 27.12.1984 року № 454; від 28.08.1989 року № 164. Перебуває у віданні ДП «Борзнянське лісове господарство» (Борзнянське л-во, кв. 43). 
Статус присвоєно для збереження частини лісового масиву з високопродуктивними насадженнями дуба віком понад 100 років.